# Denis Lecocq
Pour les articles homonymes, voir Lecocq.
Denis Lecocq, né à Tournai, le 16 mars 1805 et mort dans la même ville le 13 août 1851, est un peintre et un sculpteur belge.

## Biographie

### Famille
Denis (Denis Joseph) Lecocq, né à Tournai le 16 mars 1805, est le fils de Jean Joseph Lecocq (1780-1822), cordonnier, et de Marie Angélique Josèphe Lambert (1784-1823), couturière, mariés à Tournai le 20 février 1805. 

### Formation
Étudiant à l'Académie des beaux-arts de Tournai, où il reçoit les leçons de peinture de Philippe-Auguste Hennequin et celles de sculpture de Paul Dumortier. Il obtient, en 1829, les premiers prix de la classe de nature et de celle de sculpture. Ensuite, il se forme, grâce à une pension de trois cents florins accordée par sa ville natale, dans l'atelier du peintre Antoine-Jean Gros à Paris, où il copie Bonaparte visitant les pestiférés de Jaffa.

### Carrière

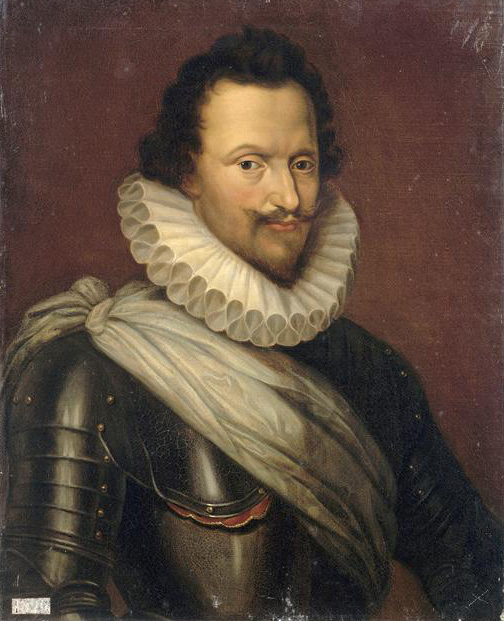
Concino Concini par Denis Lecocq (1834-1835), conservé au Musée du Costume de Château-Chinon depuis 1992.

Lorsque sa pension est supprimée en 1834, il tombe dans une grande misère matérielle, avant de bénéficier de l'aide de M. Declercq, un mécène. À la fin de l'année 1834, le roi des Français Louis Philippe lui commande le portrait de Concino Concini afin de l'exposer au musée de l'Histoire de France de Versailles. Denis Lecocq livre l'œuvre le 25 janvier 1835. Il réside, en 1837, rue Jacob no 54, au Faubourg Saint-Germain. Sa copie du tableau de Gros est exposée à l'Hôtel de ville de Tournai.
Pour la première fois, Denis Lecocq expose au Salon de Bruxelles de 1836 La Famille de mendiants, une œuvre d'un romantisme sentimental. Il expose également aux Salons de Paris de 1837 et 1838. Il s'essaie également à la sculpture en réalisant un Achille mourant, exposé au Salon de Bruxelles de 1839.
Vers 1845, en raison d'une santé délétère, Denis Lecocq doit renoncer à travailler et revient s'établir à Tournai, sa ville natale. Il meurt, célibataire, à l'âge de 46 ans, à son domicile Grand-Place de Tournai no 64 le 13 août 1851.

## Œuvre

### Caractéristiques
Son champ pictural couvre essentiellement la peinture d'histoire, les sujets bibliques et les scènes de genre d'un style romantique, comme Lavandière dans un site boisé. Lors des expositions triennales, il est souvent mis en concurrence avec Louis Gallait, également élève de Philippe-Auguste Hennequin, en raison de leur technique similaire. 
Il réalise plusieurs portraits lors de sa résidence en France : Jean Bart, Charles de Choiseul, Nicolas de L'Hospital, Honoré d'Albert, Gaspard IV de Coligny, Gilles de Souvré, François d'Esparbès de Lussan d'Aubeterre, Jean-François de La Guiche et Concino Concini, reproduits par la gravure. 
Au Salon de Bruxelles de 1836, le critique Louis Alvin juge La famille de mendiants comme annonçant chez le jeune peintre des dispositions fort remarquables, même si sa couleur n'est pas très naturelle, car les expressions sont justes et son dessin est correct.

### Expositions

#### Belgique
- Salon de Bruxelles de 1836 : La Famille de mendiants[5].
- Salon de Bruxelles de 1839 : Saint Luc, Portrait et Achille (plâtre)[6].

#### France
- Salon de Paris de 1837 : La Famille de mendiants[7].
- Salon de Paris de 1838 : Siméon et ses frères rapportant à Jacob la robe ensanglantée de Joseph[7].
- Salon des beaux-arts de Valenciennes de 1838 : La Famille de mendiants (médaille d'argent)[7].

### Collections muséales
- Denis Lecocq a légué au musée de la ville de Tournai La Famille de mendiants[2].
- Musée du Costume de Château-Chinon : Portrait de Concino Concini[3]